# Diors
Diors là một xã ở tỉnh Indre khu vực trung bộ Pháp. Xã này có diện tích 25,44 km², dân số thời điểm năm 1999 là 676 người. Khu vực này có độ cao trung bình 162 mét trên mực nước biển.